# منزل محمد دايي زاده
منزل محمد دايي زاده (بالفارسية: خانه محمد دایی‌زاده) هو منزل تاريخي يعود إلى عصر القاجاريون، ويقع في أردكان.